# Tjaco van der Weerd

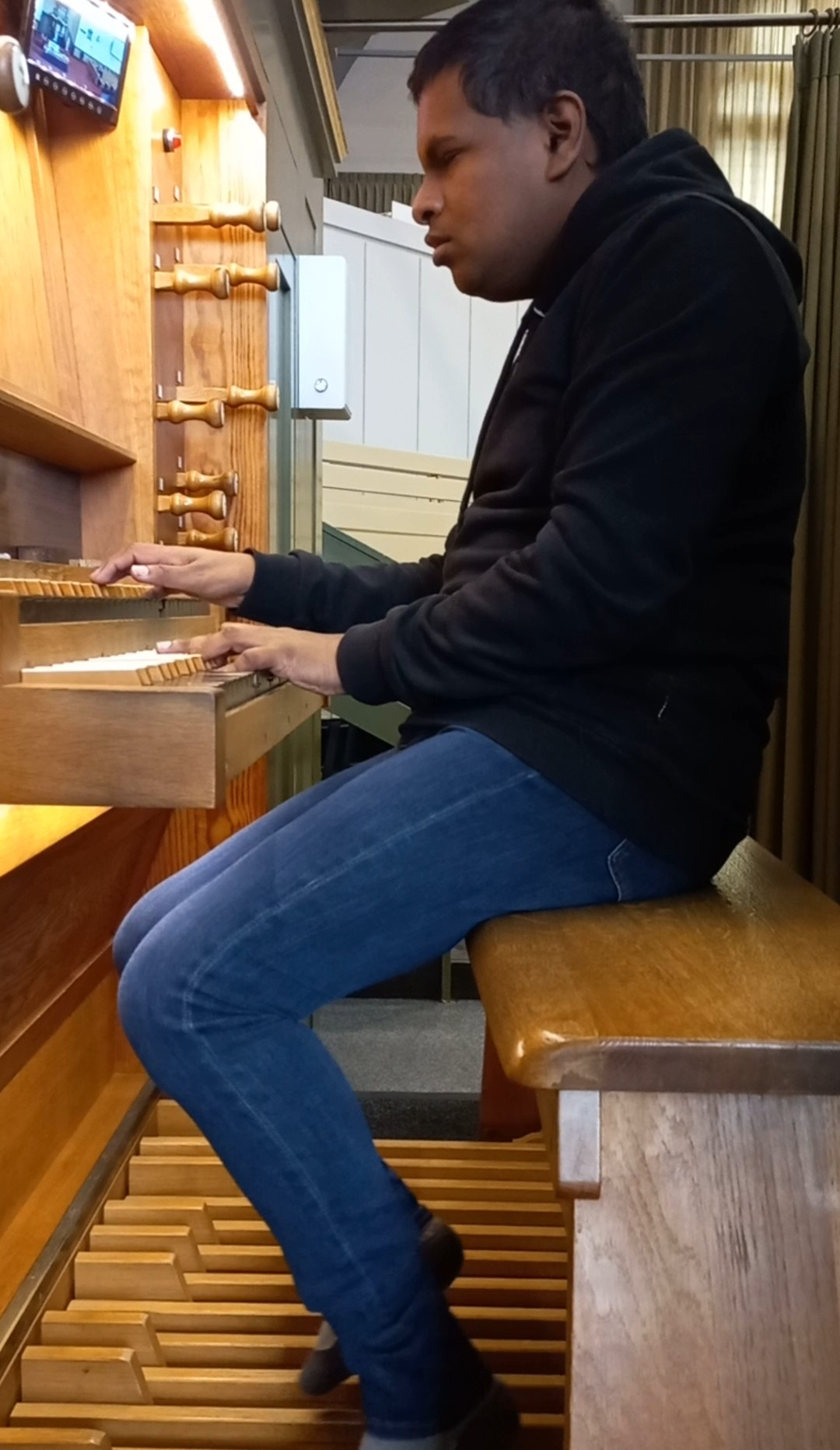
Tjaco van der Weerd

Tjaco van der Weerd (* 1990 in Sri Lanka) ist ein niederländischer Organist.
Van der Weerd wurde im Jahr seiner Geburt adoptiert. Als Zehnjähriger erblindete er. Er begann seine Ausbildung im Klavierspiel an der Musikschule in Kampen. 2002 wechselte er zur Kirchenorgel. Er  studierte  bei Gijsbert Lekkerkerker und Wolfgang Seifen Orgelimprovisation. 2014 gewann er den dritten und 2015 den ersten Preis für freie Improvisation beim Nationaal Improvisatieconcours te Elburg. Van der Weerd ist Organist an der Reformierten Gemeinde in Zwartsluis. Seit 2003 konzertiert er in den Niederlanden, Deutschland, Belgien, Frankreich, England, Schweiz, Rumänien und in Sri Lanka. Seine Improvisationen wurden auf mehreren CDs dokumentiert. Aufnahmeorte waren die Evangelisch-Lutherische Kirche in Den Haag und die Kirche Saint-François in Lausanne.